# Parnassus Boicus

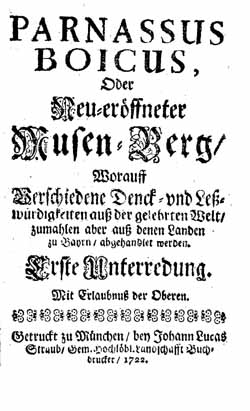
Parnassus Boicus, 1722

Der Parnassus Boicus oder „Der bayerische Musenberg“ war eine Münchner Gelehrtengesellschaft, die mit dem Parnassus Boicus von 1722 bis 1740 eine frühe Aufklärungszeitschrift in oberdeutscher Sprache herausgab. Dies war damit nach den seit 1712 publizierten Deutschen Acta Eruditorum eine der ersten Wissenschaftszeitschriften in deutscher Sprache.

## Überblick
Der Parnassus Boicus repräsentierte eine katholisch-bayerische Form der Aufklärung, die unabhängig von nord- und ostdeutschen Gelehrtenzirkeln der Zeit agierte und sprachlich sogar in Opposition dazu stand. Selbsterklärtes Ziel war die „Einführung und Beförderung der Wissenschaften und der Künste in den bayerischen Landen“ und damit die Überwindung des barocken Weltbildes. Aus den Mitgliedern der Gesellschaft ging 1759 die Bayerische Akademie der Wissenschaften hervor.
Die Gründungsmitglieder 1722 waren die drei Augustiner-Patres
- Eusebius Amort,
- Agnellus Kandler (auch Cändler; 1692–1745)
- Gelasius Hieber.

Später nahmen auch evangelische Gelehrte aus dem süddeutschen Raum daran teil und publizierten ihre wissenschaftlichen Arbeiten in der Zeitschrift der Gelehrtengesellschaft. Ein namhaftes Mitglied war der Jurist und Historiker Johann Georg Lori.
Die Zeitschrift erschien in den Jahren von 1722 bis 1740 in drei Phasen unter folgenden leicht abweichenden Titeln:
- 1722–1727 Parnassus Boicus oder neu-eröffneter Musen-Berg
- 1736–1737 Neu-fortgesetzter Parnassus Boicus oder bayrischer Musen-Berg
- 1737–1740 Etwelche meistens bayrische Denck- und Leß-Würdigkeiten

## Geschichte
Schon 1702 kam es in München zur Gründung einer ersten Gelehrtengesellschaft, die sich ganz im barocken Stil „Nutz- und Lusterweckende Gesellschaft der vertrauten Nachbarn am Isarstrom“ nannte und sich vor allem der bayerischen Geschichtsforschung widmen wollte. Im Jahr 1720 gründeten die Augustiner-Chorherren Eusebius Amort aus Polling, Gelasius Hieber aus München und Agnellus Kandler eine neue Gelehrtengesellschaft mit dem Ziel, diese als offizielle Akademie anerkennen zu lassen. Diese Academia Carolo Albertina konnte jedoch nicht verwirklicht werden, und so beschlossen die drei, ihr Projekt zumindest in der Form einer wissenschaftlichen Zeitschrift zu verwirklichen, um den Ideenaustausch zwischen Gelehrten zu ermöglichen.
So kam es im Jahre 1722 zur Gründung des Parnassus Boicus und zur Herausgabe der Zeitschrift. Das besondere an dieser Zeitschrift war die verwendete Sprache in zweierlei Sinn. Zum einen war es eine der frühesten wissenschaftlichen Zeitschriften in deutscher Sprache, zum anderen wurde bewusst die oberdeutsche Schreibsprache verwendet, die sich lautlich und im Vokabular an der bairischen Mundart orientierte. Damit wollte man sich vom „Lutherdeutsch“ Mittel- und Norddeutschlands abgrenzen und zeigen, dass nicht nur das meißnische Sächsisch als Wissenschaftssprache geeignet ist. Denn es gehe nicht an, der
„Ober-Sächsischen Teutschen Sprach die vniversal Monarchi in dem Hoch-Teutschen einzuraumen“.
Zunächst erschien die Zeitschrift unter Anteilnahme zahlreicher Wissenschaftler. Es beteiligten sich nicht nur katholische Gelehrte, sondern auch einige Lutheraner aus dem süddeutschen Raum. In Sachsen und Schlesien wurde dieses Projekt hingegen eher misstrauisch beobachtet und als katholisches Konkurrenzprojekt empfunden. Die meist negativen Reaktionen der Mitglieder der Deutschen Gesellschaft in Leipzig fasste Johann Christoph Gottsched in seinem Werk Beyträge zur critischen Historie der deutschen Sprache, Poesie und Beredsamkeit vom Jahr 1732 zusammen.
Nachdem Eusebius Amort auf eine Studienreise nach Italien gegangen und Gelasius Hieber 1731 gestorben war, wurde der Parnassus Boicus zeitweise eingestellt. Die einzelnen Ausgaben und Briefwechsel aus dieser ersten Phase sind in vier Sammelbänden publiziert worden. Amort kehrte jedoch schon 1735 nach Bayern zurück. Angeregt von der Akademiebewegung in Italien, reaktivierte er das Projekt mit neuem Elan, und es entstand ein fünfter Band. Im Jahr 1740 wurde noch ein sechster Sammelband publiziert, danach verhinderten jedoch die Wirren des Österreichischen Erbfolgekrieges, bei denen auch Bayern Kriegsschauplatz wurde, eine Fortsetzung des Werkes.
Die Idee, eine wissenschaftliche Akademie zu gründen, wurde nach Einstellung des Parnassus Boicus von Johann Georg Lori weitergetragen. Dieser gründete am 12. Oktober 1758 die Bayerische Gelehrte Gesellschaft, die 1759 als Churbaierische Akademie der Wissenschaft offiziell anerkannt wurde. In der Gründungsurkunde wurden explizit der Parnassus Boicus und auch dessen Sprachpolitik als Vorbild genannt.

## Sprachpolitik
Das deklarierte Ziel des Parnassus Boicus war neben der Belebung der Wissenschaft im Allgemeinen eine sprachliche Emanzipation vom Lateinischen und eine besondere Förderung der deutschen Sprache, jedoch in ihrer spezifisch bairischen bzw. oberdeutschen Ausprägung. Im ersten Band von 1722 wird dies so formuliert:
„Jm übrigen wie diser Parnassus Boicus zu seinem Zihl und Ende kein anderes nicht hat / als daß man hierdurch suche so vile darnider ligende schöne Ingenia auffzumunteren / jhnen ein Lustreitzendes Keder zu allerhand Künsten vnd Wissenschaften vorzulegen / vnd die sogenanntes Belles lettres in vnserem Vatterlande desto baß floriren zu machen wenigist in vnserer Mutter=Sprach.“
Neben Buchbesprechungen von Neuerscheinungen und Artikeln zu bayerischer Geschichte, Geographie verschiedener Länder und Chemie und Mathematik wurde deshalb auch „germanistische“ Forschung betrieben. In den betreffenden Artikeln von Gelasius Hieber steht nicht nur die Gegenwartssprache, die Schaffung einer gesamtdeutschen Standardsprache zur Debatte; Hiebers Aufsätze nehmen außerdem frühmittelalterliche deutsche Texte in den Blick: So bietet der Parnassus Boicus einen Abdruck der ersten Strophe des Annolieds, der königlichen Schwurformeln der Straßburger Eide und des St. Galler Paternosters; außerdem findet sich hier die Erstpublikation der sogenannten Gebete Sigiharts – mit sorgfältig gefälschtem, gegen Martin Opitz’ Annolied-Edition gerichteten Text.
Gelasius Hieber verfasste nicht nur die grammatischen, sondern auch die poetologischen Berichte des Parnassus Boicus, in denen er die von Opitz inaugurierte protestantische Deutsche Poeterey polemisch-virtuos angreift. Die oberdeutschen Schreibsprache dieser Texte enthält zahlreiche regionale bairisch-österreichische Formen. Hieber betont wie später Kandler im Neu-Fortgesetzten Parnassus Boicus, dass er ein überregionales Gelehrtendeutsch jenseits einzelner Dialekte befürworte. Seine Schreibpraxis, die weniger auf explizite, logisch stringente Argumente setzt, sondern in den wesentlichen Punkten mit impliziten Mitteln (etwa variierendes Zitat, Parodie) arbeitet, zeigt dabei eine entschiedene Parteinahme für ein bairisch fundiertes Standarddeutsch. Kandler gibt sich dann gegen Ende der 1730er Jahre konzilianter und empfahl im Anschluss an die Vorschläge des kaiserlichen Rats Carl Gustav Heräus, im Bewusstsein der regionalen Vielfalt der deutschen Sprache eine regional wie konfessionell pluralistische Diskussion über eine noch zu definierende Sprachnorm des „Hochdeutschen“ zu führen.
Im spätbarocken Sprachenstreit setzte sich jedoch trotz aller Bemühungen schon kurze Zeit später eine durch gelehrte Bemühungen auf der Basis des Ostmitteldeutschen entwickelte Schriftsprache auch im Süden als Norm durch. Wenn 1759 die Gründungsmitglieder der Kurbayerischen Akademie der Wissenschaften sich in die Tradition des Parnassus Boicus stellen, bedeutet dies keine Fortführung der einstigen sprachpolitischem Bestrebungen dieser Zeitschrift. Zur Anknüpfung an den Parnassus Boicus äußerte sich Gottsched polemisch in einem Brief an Lori vom 23. August 1759:
„Daß man in Deutscher Sprache die Schriften der Akademie abfassen und ans Licht stellen will, ist sehr zu loben; und E. Hochedlg. werden standhaft bey dieser Satzung beharren. Daß aber der Parnassus Boicus zum Gewährsmann dieser vortrefflichen Anstalt, oder doch zu ihrem Vorläufer erkläret worden, hätte mir fast ein lautes Gelächter abgedrungen. Um Gottes Willen! gedenken doch E. Hochedlg. dieses Parnassus Boicus nicht mehr, wenn sie nicht alle ihre Bemühungen bey dem größten Theile von Deutschland lächerlich machen wollen.“